# Francis Uzoho
Francis Odinaka Uzoho (Nwangele, 28 oktober 1998) is een Nigeriaans voetballer die speelt als doelman. In september 2021 verruilde hij APOEL Nicosia voor Omonia Nicosia. Uzoho maakte in 2017 zijn debuut in het Nigeriaans voetbalelftal.

## Clubcarrière
Uzoho werd in 2013 opgenomen in het Qatarese opleidingsinstituut Aspire Academy. Hij was eerst aanvaller maar in Qatar turnde men hem om in een doelman, omdat hij te langzaam zou zijn. In 2016 werd Uzoho overgenomen door Deportivo La Coruña, al kon hij pas echt aan de slag gaan vanaf januari 2017 vanwege leeftijdsregels. Zijn debuut in het eerste elftal maakte de Nigeriaan op 15 oktober 2017, toen met 0–0 gelijkgespeeld werd tegen Eibar. Hij mocht van coach Pepe Mel in de basis beginnen en speelde de volledige negentig minuten mee. Met dit optreden werd hij de jongste niet-Spaanse doelman ooit in de Primera División. Uzoho werd in de zomer van 2018 voor één seizoen op huurbasis gestald bij Elche. In de winterstop van dat seizoen keerde Uzoho terug bij Deportivo, dat hem direct verhuurde aan Anorthosis Famagusta. Na het halve jaar bij Anorthosis huurde Omonia Nicosia hem voor het seizoen 2019/20. Door een zware knieblessure in oktober kon de Nigeriaan een streep zetten door het restant van het seizoen. Uzoho verliet Deportivo medio 2020 definitief, toen hij verkaste naar APOEL Nicosia. Bij deze club zette hij zijn handtekening onder een verbintenis voor de duur van drie seizoenen. Binnen Nicosia keerde hij in 2021 terug bij Omonia Nicosia.

## Clubstatistieken
| Seizoen | Club                   | Competitie       | Competitie | Competitie | Beker | Beker | Internationaal | Internationaal | Totaal | Totaal |
| Seizoen | Club                   | Competitie       | Wed.       | Dlp.       | Wed.  | Dlp.  | Wed.           | Dlp.           | Wed.   | Dlp.   |
| ------- | ---------------------- | ---------------- | ---------- | ---------- | ----- | ----- | -------------- | -------------- | ------ | ------ |
| 2017/18 | Deportivo La Coruña    | Primera División | 2          | 0          | 0     | 0     | —              | —              | 2      | 0      |
| 2018/19 | → Elche                | Segunda División | 7          | 0          | 1     | 0     | —              | —              | 8      | 0      |
| 2018/19 | → Anorthosis Famagusta | A Divizion       | 3          | 0          | 0     | 0     | —              | —              | 3      | 0      |
| 2019/20 | → Omonia Nicosia       | A Divizion       | 5          | 0          | 0     | 0     | —              | —              | 5      | 0      |
| 2020/21 | APOEL Nicosia          | A Divizion       | 18         | 0          | 6     | 0     | —              | —              | 24     | 0      |
| 2021/22 | APOEL Nicosia          | A Divizion       | 1          | 0          | 0     | 0     | —              | —              | 1      | 0      |
| 2021/22 | Omonia Nicosia         | A Divizion       | 9          | 0          | 2     | 0     | 4              | 0              | 15     | 0      |
| 2022/23 | Omonia Nicosia         | A Divizion       | 19         | 0          | 1     | 0     | 4              | 0              | 24     | 0      |
| 2023/24 | Omonia Nicosia         | A Divizion       | 10         | 0          | 0     | 0     | 0              | 0              | 10     | 0      |
| 2024/25 | Omonia Nicosia         | A Divizion       | 3          | 0          | 1     | 0     | 1              | 0              | 5      | 0      |
| Totaal  | Totaal                 | Totaal           | 77         | 0          | 11    | 0     | 9              | 0              | 97     | 0      |

Bijgewerkt op 2 april 2025.

## Interlandcarrière
Uzoho maakte zijn debuut in het Nigeriaans voetbalelftal op 14 november 2017, toen met 2–4 gewonnen werd van Argentinië. Éver Banega en Sergio Agüero zetten Argentinië nog op voorsprong, maar door treffers van Kelechi Iheanacho, Alex Iwobi (tweemaal) en Brian Idowu won Nigeria. Uzoho moest van bondscoach Gernot Rohr als wisselspeler aan het duel beginnen en hij viel in de rust in voor Daniel Akpeyi. De andere debutanten dit duel waren Idowu (Amkar Perm) en Tyronne Ebuehi (ADO Den Haag).
Uzoho werd in juni 2018 door Rohr opgenomen in de selectie van Nigeria voor het wereldkampioenschap in Rusland. Op het eindtoernooi werd Nigeria in de groepsfase uitgeschakeld. Van Kroatië werd met 2–0 verloren, waarna IJsland met die cijfers verslagen werd. De derde groepswedstrijd, tegen Argentinië eindigde ook in een nederlaag: 1–2. Uzoho verdedigde in alle drie duels het doel.
Bondscoach José Peseiro nam Uzoho in december 2023 op in zijn selectie voor het uitgestelde Afrikaans kampioenschap 2023. Nigeria overleefde de groepsfase na een gelijkspel tegen Equatoriaal-Guinea (1–1) en overwinningen op Ivoorkust (0–1) en Guinee-Bissau (0–1). Achtereenvolgens werden Kameroen (2–0), Angola (1–0) en Zuid-Afrika (1–1, 4–2 na strafschoppen) uitgeschakeld. In de finale was Ivoorkust met 1–2 te sterk. Uzoho kwam alleen tegen Kameroen in actie, als invaller. Zijn toenmalige clubgenoten Moreto Cassamá (Guinee-Bissau) en Willy Semedo (Kaapverdië) waren ook actief op het toernooi.
| Interlands van Francis Uzoho voor Nigeria | Interlands van Francis Uzoho voor Nigeria | Interlands van Francis Uzoho voor Nigeria | Interlands van Francis Uzoho voor Nigeria | Interlands van Francis Uzoho voor Nigeria | Interlands van Francis Uzoho voor Nigeria | Interlands van Francis Uzoho voor Nigeria |
| №                                         | Datum                                     | Wedstrijd                                 | Uitslag                                   | Competitie                                | Goals                                     |                                           |
| Als speler bij Deportivo La Coruña        | Als speler bij Deportivo La Coruña        | Als speler bij Deportivo La Coruña        | Als speler bij Deportivo La Coruña        | Als speler bij Deportivo La Coruña        | Als speler bij Deportivo La Coruña        | Als speler bij Deportivo La Coruña        |
| ----------------------------------------- | ----------------------------------------- | ----------------------------------------- | ----------------------------------------- | ----------------------------------------- | ----------------------------------------- | ----------------------------------------- |
| 1                                         | 14 november 2017                          | Argentinië – Nigeria                      | 2 – 4                                     | Vriendschappelijk                         |                                           |                                           |
| 2                                         | 23 maart 2018                             | Polen – Nigeria                           | 0 – 1                                     | Vriendschappelijk                         |                                           |                                           |
| 3                                         | 27 maart 2018                             | Nigeria – Servië                          | 0 – 2                                     | Vriendschappelijk                         |                                           |                                           |
| 4                                         | 28 mei 2018                               | Nigeria – Congo-Kinshasa                  | 1 – 1                                     | Vriendschappelijk                         |                                           |                                           |
| 5                                         | 2 juni 2018                               | Engeland – Nigeria                        | 2 – 1                                     | Vriendschappelijk                         |                                           |                                           |
| 6                                         | 6 juni 2018                               | Nigeria – Tsjechië                        | 0 – 1                                     | Vriendschappelijk                         |                                           |                                           |
| 7                                         | 16 juni 2018                              | Kroatië – Nigeria                         | 2 – 0                                     | WK 2018                                   |                                           |                                           |
| 8                                         | 22 juni 2018                              | Nigeria – IJsland                         | 2 – 0                                     | WK 2018                                   |                                           |                                           |
| 9                                         | 26 juni 2018                              | Nigeria – Argentinië                      | 1 – 2                                     | WK 2018                                   |                                           |                                           |
| Als speler bij Elche                      |                                           |                                           |                                           |                                           |                                           |                                           |
| 10                                        | 8 september 2018                          | Seychellen – Nigeria                      | 0 – 3                                     | AK 2019 kwalificatie                      |                                           |                                           |
| 11                                        | 13 oktober 2018                           | Nigeria – Libië                           | 4 – 0                                     | AK 2019 kwalificatie                      |                                           |                                           |
| 12                                        | 16 oktober 2018                           | Libië – Nigeria                           | 2 – 3                                     | AK 2019 kwalificatie                      |                                           |                                           |
| Als speler bij Anorthosis Famagusta       |                                           |                                           |                                           |                                           |                                           |                                           |
| 13                                        | 22 maart 2019                             | Nigeria – Seychellen                      | 3 – 1                                     | AK 2019 kwalificatie                      |                                           |                                           |
| Als speler bij Omonia Nicosia             |                                           |                                           |                                           |                                           |                                           |                                           |
| 14                                        | 17 juli 2019                              | Tunesië – Nigeria                         | 0 – 1                                     | AK 2019                                   |                                           |                                           |
| 15                                        | 10 september 2019                         | Oekraïne – Nigeria                        | 2 – 2                                     | Vriendschappelijk                         |                                           |                                           |
| 16                                        | 13 oktober 2019                           | Brazilië – Nigeria                        | 1 – 1                                     | Vriendschappelijk                         |                                           |                                           |
| Als speler bij APOEL Nicosia              |                                           |                                           |                                           |                                           |                                           |                                           |
| 17                                        | 30 maart 2021                             | Nigeria – Lesotho                         | 3 – 0                                     | AK 2021 kwalificatie                      |                                           |                                           |
| Als speler bij Omonia Nicosia             |                                           |                                           |                                           |                                           |                                           |                                           |
| 18                                        | 7 oktober 2021                            | Nigeria – Centraal-Afrikaanse Republiek   | 0 – 1                                     | WK 2022 kwalificatie                      |                                           |                                           |
| 19                                        | 19 januari 2022                           | Guinee-Bissau – Nigeria                   | 0 – 1                                     | WK 2022 kwalificatie                      |                                           |                                           |
| 20                                        | 25 maart 2022                             | Ghana – Nigeria                           | 0 – 0                                     | WK 2022 kwalificatie                      |                                           |                                           |
| 21                                        | 29 maart 2022                             | Nigeria – Centraal-Afrikaanse Republiek   | 1 – 1                                     | WK 2022 kwalificatie                      |                                           |                                           |
| 22                                        | 28 mei 2022                               | Mexico – Nigeria                          | 2 – 1                                     | Vriendschappelijk                         |                                           |                                           |
| 23                                        | 2 juni 2022                               | Ecuador – Nigeria                         | 1 – 0                                     | Vriendschappelijk                         |                                           |                                           |
| 24                                        | 9 juni 2022                               | Nigeria – Sierra Leone                    | 2 – 1                                     | AK 2023 kwalificatie                      |                                           |                                           |
| 25                                        | 13 juni 2022                              | Sao Tomé en Principe – Nigeria            | 0 – 10                                    | AK 2023 kwalificatie                      |                                           |                                           |
| 26                                        | 27 september 2022                         | Algerije – Nigeria                        | 2 – 1                                     | Vriendschappelijk                         |                                           |                                           |
| 27                                        | 17 november 2022                          | Portugal – Nigeria                        | 4 – 0                                     | Vriendschappelijk                         |                                           |                                           |
| 28                                        | 24 maart 2023                             | Nigeria – Guinee-Bissau                   | 0 – 1                                     | AK 2023 kwalificatie                      |                                           |                                           |
| 29                                        | 27 maart 2023                             | Guinee-Bissau – Nigeria                   | 0 – 1                                     | AK 2023 kwalificatie                      |                                           |                                           |
| 30                                        | 10 september 2023                         | Nigeria – Sao Tomé en Principe            | 6 – 0                                     | AK 2023 kwalificatie                      |                                           |                                           |
| 31                                        | 13 oktober 2023                           | Saoedi-Arabië – Nigeria                   | 2 – 2                                     | Vriendschappelijk                         |                                           |                                           |
| 32                                        | 16 oktober 2023                           | Mozambique – Nigeria                      | 2 – 3                                     | Vriendschappelijk                         |                                           |                                           |
| 33                                        | 16 november 2023                          | Nigeria – Lesotho                         | 1 – 1                                     | WK 2026 kwalificatie                      |                                           |                                           |
| 34                                        | 19 november 2023                          | Zimbabwe – Nigeria                        | 1 – 1                                     | WK 2026 kwalificatie                      |                                           |                                           |
| 35                                        | 27 januari 2024                           | Nigeria – Kameroen                        | 2 – 0                                     | AK 2023                                   |                                           |                                           |

Bijgewerkt op 2 april 2025.

## Erelijst
| Kypello Kyprou | 2 | 2021/22, 2022/23 |